# Martin Miehe-Renard
Martin Miehe-Renard (* 10. August 1956 in Frederiksberg, Dänemark) ist ein dänischer Schauspieler, Schriftsteller, Filmproduzent, Regisseur, Filmkomponist und ehemaliger Intendant.

## Leben
Nach seinem Schulabschluss wurde er im Jahr 1970 zu einer Schauspielausbildung auf der Statens Teaterskole (dänische nationale Schule für Theater und zeitgenössischen Tanz) zugelassen. Im Anschluss ging er auf eine private Schauspielschule, wo er unter anderem bei Klaus Pagh seine weitere Ausbildung bekam. Er debütierte 1974 in den Film Den sårede filoktet. Neben seiner Tätigkeit als Schauspieler wurde er auch Bereich der Regieleitung und als Regisseur, Komponist und Drehbuchautor tätig. Weiterhin spielte er künstlerisch in vielen Aufführungen, darunter in Musicals, Revuen, so unter anderem in Mogenstrup, Hjørring und Kolding. Gleichzeitig war er auch kurzzeitig der Direktor des dänischen Amagerscenen Theater in Kopenhagen und von 1995 bis 2000 Fernseh- und Drama-Direktor bei Nordisk Film, sowie der künstlerische Leiter der privaten Tappehallerne-Kultur- und Konzerthalle in Hellerup. Von 2000 bis 2003 war er der Kreativ-Direktor bei der Computerspielfirma Deadline Games. Er war auch verantwortlich für etliche erfolgreiche Familien- und Weihnachtsserien in Danmarks Radio und TV 2 (Dänemark). Miehe-Renard ist Miteigentümer der TV-Produktionsfirma Adapto und Mitbegründer von Make Do Media. 1985 erhielt er von der bekannten dänischen Mäzenin Erna Hamilton ein Stipendiat für Kunst und Wissenschaft. Des Weiteren ist Martin Miehe-Renard in seiner Freizeit Mitglied und Sänger der dänische Pop-Rock-Band Hackensack. Er ist auch politisch aktiv und seit April 2007 Vorsitzender der sozialliberalen Partei Radikale Venstre in Gentofte, Stadtteil Hellerup.

### Familie
Er ist der Sohn des dänischen Schauspieler Louis Miehe-Renard (1919–1997). Seine Courine 2. Grades ist die grönländische Politikerin Asii Chemnitz Narup (* 1954). Martin Miehe-Renard ist seit 1993 verheiratet mit der Schauspielerin Karin Jagd (* 1957). Aus der Ehe gingen drei Kinder hervor, Oliver Miehe-Renard, Malthe Miehe-Renard und Sally Miehe-Renard.

## Filmografie

### Darsteller
- 1974 Den sårede filoktet
- 1975 Familien Gyldenkål, als Brian Gyldenkål/Iversen
- 1975 Ellens sang, als Gert
- 1976 Familien Gyldenkål sprænger banken
- 1976 Den dobbelte mand,  als Kurt
- 1977 Familien Gyldenkål vinder valget
- 1979 Charly & Steffen, als Tom
- 1981 Die Olsenbande fliegt über alle Berge, als Kellner im Maxime's
- 1999–2000 Olsen-bandens første kup, (Fernsehserie) als Schularzt

### Regisseur
- 1999–2000 Olsen-bandens første kup – dänische Weihnachtsserie
- 2000 Pyrus på pletten

### Produzent
- 1988 Cirkus Julius
- 1994 Alletiders Jul
- 1995 Hjem til fem
- 1995 Alletiders Nisse
- 1997 Alletiders Julemand
- 2000 Alletiders Eventyr
- 2000 Jul på Kronborg
- 2000–2003 Skjulte spor

### Drehbuchautor
- 1986 Jul på slottet
- 1988 Cirkus Julius – dänische Weihnachtsserie
- 1992 Skibet i skilteskoven
- 1992 Skibet i skilteskoven – Familien-Weihnachtsserie
- 1993 Hvor er klokken
- 1993 Rødder, rak og reformister
- 1994 De grænseløse : et musikalsk egnsspil om Hvidovre
- 1995 Alletiders jul
- 1995 Alletiders nisse
- 1996 København, du har alt
- 1998 Jul på slottet – suite for blandet kor & klaver
- 1999–2000 Olsen-Bandens første kup
- 2000 Pyrus på pletten
- 2002 Et liv uden mellemrum
- 2005 Solen, månen & Peters jul
- 2006 Pyrus’ julebog – med fire nye historier

### Filmmusik
- 1994 Alletiders jul
- 1999 Olsen-bandens første kup
- 2000 Pyrus i alletiders eventyr